# Stereochilus marginatus
Stereochilus marginatus is een salamander uit de familie longloze salamanders (Plethodontidae). De salamander werd voor het eerst wetenschappelijk beschreven door Edward Hallowell in 1856. De soort behoorde lange tijd tot het geslacht Pseudotriton en is tegenwoordig de enige soort uit het monotypische geslacht Stereochilus.
Stereochilus marginatus komt voor in Noord-Amerika en is endemisch in de Verenigde Staten. De salamander is een aquatische soort die veel in het water te vinden is maar af en toe ook het land betreedt.
Onderfamilie Hemidactyliinae
Aquiloeurycea ·  
Batrachoseps ·  
Bolitoglossa ·  
Bradytriton ·  
Chiropterotriton ·  
Cryptotriton ·  
Dendrotriton ·  
Eurycea ·  
Gyrinophilus ·  
Hemidactylium ·  
Isthmura ·  
Ixalotriton ·  
Nototriton ·  
Nyctanolis ·  
Oedipina ·  
Parvimolge ·  
Pseudoeurycea ·  
Pseudotriton ·  
Stereochilus ·  
Thorius ·  
Urspelerpes
Onderfamilie Plethodontinae
Aneides ·  
Desmognathus ·  
Ensatina ·  
Hydromantes ·  
Karsenia ·  
Phaeognathus ·  
Plethodon ·  
Speleomantes